# Le Monstre (nouvelle, 1948)
Pour les articles homonymes, voir Le Monstre.
Ne doit pas être confondu avec Le Monstre (nouvelle, 1898).
Le Monstre (titres originaux : Resurrection  et The Monster) est une nouvelle de science-fiction d’A. E. van Vogt.

## Parutions

### Parutions aux États-Unis
La nouvelle est parue initialement aux États-Unis en août 1948 dans Astounding Science Fiction n°213.

### Parutions en France
La nouvelle a été publiée dans Au-delà du néant / Destination univers, éd. OPTA, 2e trimestre 1969
Elle a aussi été publiée dans Destination univers (recueil de dix nouvelles de science-fiction écrites de 1943 à 1950, publié en 1952).
Elle a été publiée en 1974 dans l'anthologie Histoires de mutants (1974, rééditions en 1975, 1976 et 1985).

### Parutions dans d'autres pays
La nouvelle est parue :
- en langue allemande :
  - en 1952 sous le titre Wiedererweckung[3] ;
  - en 1964 sous le titre Das Monster[4] ;
  - en 1985 sous le titre Das Monster[5] ;
- en langue italienne :
  - en 1962 sous le titre Dalla cenere risorgerai[6] ;
  - en 1969 sous le titre Resurrezione[7] ;
  - en 1979 sous le titre Il mostro[8] ;
  - en 1990 sous le titre Resurrezione[9] ;
- en langue néerlandaise :
  - en 1973 sous le titre Herrijzenis[10] ;
  - en 1976 sous le titre Het Monster[11] ;
- en langue croate en 1978 sous le titre Čudovište[12] ;
- en langue polonaise en 1981 sous le titre Potwór[13] ;

## Résumé
La nouvelle présente le déroulement des faits par le truchement du témoignage d'un extraterrestre prénommé Enash, météorologiste de profession.
Des extraterrestres de l'espèce Gana, qui effectuent une exploration spatiale, se posent sur une planète semi-désertique qui a jadis porté la vie. Il s'agit de la Terre, dont tous les habitants sont morts. Grâce à un « reconstructeur », engin qui permet une reconstitution biologique, les Ganas parviennent à ressusciter successivement trois Humains dans le but de découvrir les raisons qui ont entraîné l'extinction de cette espèce. 
Après de brefs interrogatoires, ils éliminent facilement et froidement le premier homme et le deuxième qu'ils ont fait revenir à la vie. 
Cependant, en ce qui concerne le troisième, issu d'une époque différente et doté de pouvoirs physiques et mentaux hors du commun, la situation se révèle beaucoup plus compliquée. L'Humain leur résiste et ils ne parviennent ni à le tuer, ni même à la maîtriser. En désespoir de cause, les Ganas quittent la planète, se promettant d'aller chercher des forces armées en nombre suffisant pour tuer l'Humain. Mais ce dernier a pris place dans le vaisseau, en se cachant habilement. 
Lorsqu'ils découvrent cette situation, il ne reste aux Ganas qu'une seule solution pour que l'Humain ne découvre pas l'emplacement de la planète Gana et ne vienne pas y mettre la panique : diriger le vaisseau spatial en plein cœur de l'étoile la plus proche, en espérant que ce suicide collectif soit suffisant pour tuer le monstre.